# Serrano FC (Petrópolis)
Serrano FC is een Braziliaanse voetbalclub uit Petrópolis in de staat Rio de Janeiro.

## Geschiedenis
De club werd opgericht op 29 juni 1915. De club werd opgericht in 1915. In 1925 en 1945 werd de club staatskampioen van de staat Rio de Janeiro, in deze competitie speelde niet de clubs uit de stad Rio de Janeiro. Nadat de staatscompetities van de stad en de staat fuseerden in 1979 speelde de club drie seizoenen in de hoogste klasse van het Campeonato Carioca. In 1980 mocht de club ook aantreden in de nationale Série B, maar werd laatste in zijn groep. Tot 1988 speelde de club, op seizoen 1984 na, in de tweede klasse. Na twee jaar onderbreking keerde de club terug in 1991 en een jaar later werden ze kampioen. In het Campeonato Carioca 1993 namen 24 teams deel, na dit seizoen werd de competitie herleid tot twaalf clubs waarvoor Serrano zich niet plaatste. 
In 1995 degradeerde de club naar de derde klasse, maar kon na één seizoen terugkeren. In 2000 en 2001 nam de club deel aan het kwalificatietoernooi om in de hoogste klasse te spelen, maar slaagde er niet in om door te stoten. In 2002 trok de club zich terug uit het profvoetbal voor twee seizoenen. In 2004 keerden ze terug voor drie seizoenen en sloeg dan weer een jaar over. In 2008 degradeerde de club. Na een middelmatig seizoen nam de club ook in 2010 niet deel. De volgende vier jaar speelde de club in de derde klasse, maar kon geen promotie afdwingen. In 2015 sloeg de club weer een jaartje over en werd in 2016 vicekampioen waardoor ze terug naar de tweede klasse promoveerden. Zowel in 2017 als in 2018 moest de club vechten tegen de degradatie. In 2020 eindigde de club in de betere middenmoot, maar degradeerde toch door een competitiehervorming. In 2023 promoveerde de club naar de Série A2, maar moest na één seizoen weer een stap terugzetten en speelde datzelfde jaar terug in de Série B1, waar ze een tweede degradatie op rij nipt konden vermijden.

## Erelijst
Campeonato Fluminense
1925, 1945